# Diplotoxa sexta
Diplotoxa sexta är en tvåvingeart som beskrevs av Spencer 1986. Diplotoxa sexta ingår i släktet Diplotoxa och familjen fritflugor. Inga underarter finns listade i Catalogue of Life.